# Laemophloeus conterminus
Laemophloeus conterminus là một loài bọ cánh cứng trong họ Laemophloeidae. Loài này được Olliff miêu tả khoa học năm 1885.